# Drepanolejeunea obtriangulata
Drepanolejeunea obtriangulata là một loài Rêu trong họ Lejeuneaceae. Loài này được T. Kodama mô tả khoa học đầu tiên năm 1976.